# Carbono
El carbono (del latín, carbo, 'carbón') es un elemento químico con símbolo C, número atómico 6 y masa atómica 12,01. Es un no metal y tetravalente, disponiendo de 6 electrones y 6 protones para formar enlaces químicos covalentes. Tres isótopos del carbono se producen de forma natural, los estables 12C y 13C y el isótopo radiactivo 14C, que decae con una vida media de unos 5730 años. El carbono es uno de los pocos elementos conocidos desde la antigüedad, y es el pilar básico de la química orgánica. Está presente en la Tierra en estado de cuerpo simple (carbón y diamantes), de compuestos inorgánicos (CO2 y CaCO3) y de compuestos orgánicos (biomasa, petróleo y gas natural). También se han sintetizado muchas nuevas estructuras basadas en el carbono: carbón activado, negro de humo, fibras, nanotubos, fullerenos y grafeno.
El carbono es el 15.º elemento más abundante en la corteza terrestre, y el cuarto elemento más abundante en el universo en masa después del hidrógeno, el helio y el oxígeno. La abundancia del carbono, su diversidad única de compuestos orgánicos y su inusual capacidad para formar polímeros a las temperaturas comúnmente encontradas en la Tierra, permite que este elemento sirva como componente común de toda la vida conocida. Es el segundo elemento más abundante en el cuerpo humano en masa (aproximadamente el 18,5 %) después del oxígeno.
Los átomos de carbono pueden unirse de diferentes maneras, denominadas alótropos del carbono, reflejo de las condiciones de formación. Los más conocidos que ocurren naturalmente son el grafito, el diamante y el carbono amorfo. Las propiedades físicas del carbono varían ampliamente con la forma alotrópica. Por ejemplo, el grafito es opaco y negro, mientras que el diamante es altamente transparente. El grafito es lo suficientemente blando como para formar una raya en el papel (de ahí su nombre, del verbo griego "γράφειν" que significa 'escribir'), mientras que el diamante es el material natural más duro conocido. El grafito es un buen conductor eléctrico mientras que el diamante tiene una baja conductividad eléctrica. En condiciones normales, el diamante, los nanotubos de carbono y el grafeno tienen las conductividades térmicas más altas de todos los materiales conocidos. Todos los alótropos del carbono son sólidos en condiciones normales, siendo el grafito la forma termodinámicamente estable. Son químicamente resistentes y requieren altas temperaturas para reaccionar incluso con oxígeno.
El estado de oxidación más común del carbono en los compuestos inorgánicos es +4, mientras que +2 se encuentra en el monóxido de carbono y en complejos carbonilos de metales de transición. Las mayores fuentes de carbono inorgánico son las calizas, dolomitas y dióxido de carbono, pero cantidades significativas se producen en depósitos orgánicos de carbón, turba, petróleo y clatratos de metano. El carbono forma un gran número de compuestos, más que cualquier otro elemento, con casi diez millones de compuestos descritos hasta la fecha (con 500 000 compuestos nuevos por año), siendo sin embargo ese número solo una fracción del número de compuestos teóricamente posibles bajo condiciones estándar. Por esta razón, a menudo el carbono se ha descrito como el «rey de los elementos».
La combustión del carbono en todas sus formas ha sido la base del desarrollo tecnológico desde tiempos prehistóricos. Los materiales basados en el carbono tienen aplicaciones en numerosas áreas de vanguardia tecnológica: materiales compuestos, baterías de iones de litio, descontaminación del aire y del agua, electrodos para hornos de arco, en la síntesis de aluminio, etc.

## Características
El carbono es un elemento notable por varias razones. Sus formas alotrópicas incluyen, una de las sustancias más blandas (el grafito) y una de las más duras (el diamante) y, desde el punto de vista económico, es de los materiales más baratos (carbón) y uno de los más caros (diamante). Más aún, presenta una gran afinidad para enlazarse químicamente con otros átomos pequeños, incluyendo otros átomos de carbono con los que puede formar largas cadenas, y su pequeño radio atómico le permite formar enlaces múltiples. Así, con el oxígeno forma el dióxido de carbono, vital para el crecimiento de las plantas (ver ciclo del carbono); con el hidrógeno forma numerosos compuestos denominados genéricamente hidrocarburos, esenciales para la industria y el transporte en la forma de combustibles fósiles; y combinado con oxígeno e hidrógeno forma gran variedad de compuestos como, por ejemplo, los ácidos grasos, esenciales para la vida, y los ésteres que dan sabor a las frutas; además es vector, a través del ciclo carbono-nitrógeno, de parte de la energía producida por el Sol.

## Estados alotrópicos

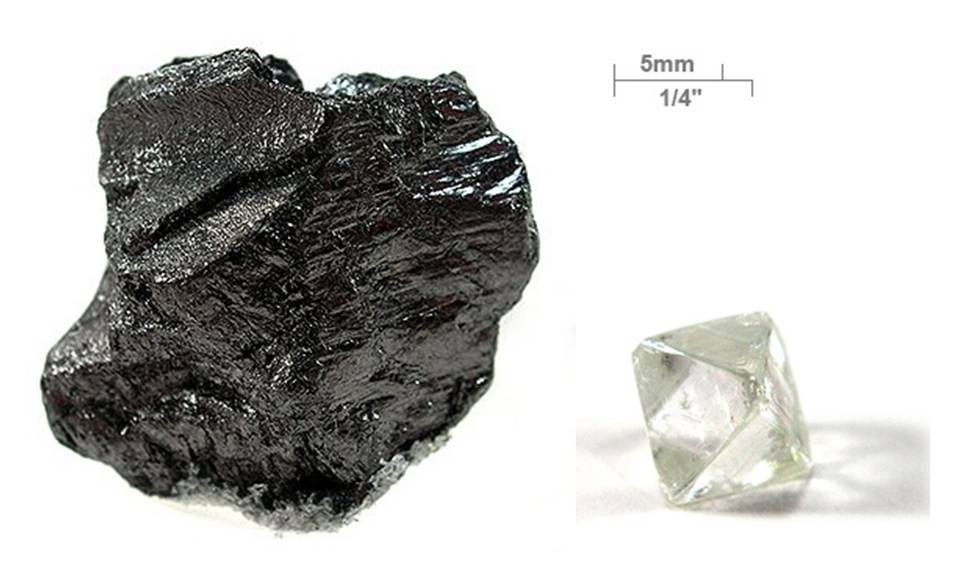
Grafito (izquierda) y diamante (derecha), dos alótropos del carbono.

Estructura del grafito

Se conocen cinco formas alotrópicas del carbono, además del amorfo: grafito, diamante, fullereno, grafeno y carbino.
Una de las formas en las cuales se encuentra el carbono es el grafito, caracterizado por tener sus átomos "en los vértices de hexágonos que tapizan un plano", es de color negro, opaco y blando, y es el material del cual está hecha la parte interior de los lápices de madera. El grafito tiene exactamente los mismos átomos del diamante, pero por estar dispuestos en diferente forma tienen distintas propiedades físicas y químicas. Los diamantes naturales se forman en lugares donde el carbono ha sido sometido a grandes presiones y altas temperaturas. Su estructura es tetraédrica, que da como resultado una red tridimensional y a diferencia del grafito tiene un grado de dureza alto: 10 Mohs. Los diamantes se pueden crear artificialmente, sometiendo el grafito a temperaturas y presiones muy altas. El precio del grafito es menor al de los diamantes naturales, pero si se han elaborado adecuadamente tienen la misma dureza, color y transparencia.
La forma amorfa es esencialmente grafito, pero no llega a adoptar una estructura cristalina macroscópica. Esta es la forma presente en la mayoría de los carbones y en el hollín.

Disposición geométrica de los orbitales híbridos sp^{2}.

A presión normal, el carbono adopta la forma del grafito, en la que cada átomo está unido a otros tres en un plano compuesto de celdas hexagonales; este estado se puede describir como tres electrones de valencia en orbitales híbridos planos sp² y el cuarto en el orbital p.
Las dos formas de grafito conocidas alfa (hexagonal) y beta (romboédrica) tienen propiedades físicas idénticas. Los grafitos naturales contienen más del 30 % de la forma beta, mientras que el grafito sintético contiene únicamente la forma alfa. La forma alfa puede transformarse en beta mediante procedimientos mecánicos, y esta recristalizar en forma alfa al calentarse por encima de 1000 °C.

Estructura del diamante

Debido a la deslocalización de los electrones del orbital pi, el grafito es conductor de la electricidad, propiedad que permite su uso en procesos de electroerosión. El material es blando y las diferentes capas, a menudo separadas por átomos intercalados, se encuentran unidas por enlaces de Van de Waals, siendo relativamente fácil que unas deslicen respecto de otras, lo que le da utilidad como lubricante.

Disposición geométrica de los orbitales híbridos sp^{3}.

A muy altas presiones, el carbono adopta la forma del diamante, en el cual cada átomo está unido a otros cuatro átomos de carbono, encontrándose los 4 electrones en orbitales sp³, como en los hidrocarburos. El diamante presenta la misma estructura cúbica que el silicio y el germanio y, gracias a la resistencia del enlace químico carbono-carbono, es, junto con el nitruro de boro, la sustancia más dura conocida. La transición a grafito a temperatura ambiente es tan lenta que es indetectable. Bajo ciertas condiciones, el carbono cristaliza como lonsdaleíta, una forma similar al diamante pero hexagonal.
El orbital híbrido sp1 que forma enlaces covalentes solo es de interés en química, manifestándose en algunos compuestos, como por ejemplo el acetileno.

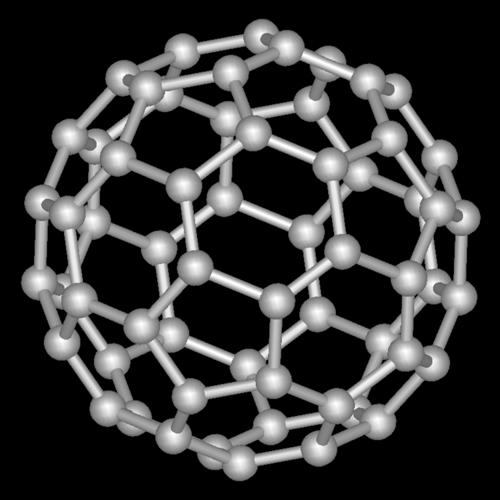
Fullereno C_{60}.

Los fullerenos fueron descubiertos hace 15 años tienen una estructura similar al grafito, pero el empaquetamiento hexagonal se combina con pentágonos (y en ciertos casos, heptágonos), lo que curva los planos y permite la aparición de estructuras de forma esférica, elipsoidal o cilíndrica. El constituido por 60 átomos de carbono, que presenta una estructura tridimensional y geometría similar a un balón de fútbol, es especialmente estable. Los fullerenos en general, y los derivados del C60 en particular, son objeto de intensa investigación en química desde su descubrimiento a mediados de los 80.
A esta familia pertenecen también los nanotubos de carbono, que pueden describirse como capas de grafito enrolladas en forma cilíndrica y rematadas en sus extremos por hemiesferas (fulerenos), y que constituyen uno de los primeros productos industriales de la nanotecnología.

## Aplicaciones
El principal uso industrial del carbono es como un componente de hidrocarburos, especialmente los combustibles fósiles (petróleo y gas natural). Del primero se obtienen, por destilación en las refinerías, gasolinas, queroseno y aceites, siendo además la materia prima empleada en la obtención de plásticos. El segundo se está imponiendo como fuente de energía por su combustión más limpia. Otros usos son:
- El isótopo radiactivo carbono-14, descubierto el 27 de febrero de 1940, se usa en la datación radiométrica.
- El grafito se combina con arcilla para fabricar las minas de los lápices. Además se utiliza como aditivo en lubricantes. Las pinturas antirradar utilizadas en el camuflaje de vehículos y aviones militares están basadas igualmente en el grafito, intercalando otros compuestos químicos entre sus capas. Es negro y blando. Sus átomos están distribuidos en capas paralelas muy separadas entre sí. Se forma a menos presión que el diamante. Aunque parezca difícil de creer, un diamante y la mina de un lapicero tienen la misma composición química: carbono.
- El diamante es transparente y muy duro. En su formación, cada átomo de carbono está unido de forma compacta a otros cuatro átomos. Se originan con temperaturas y presiones altas en el interior de la tierra. Se emplea para la construcción de joyas y como material de corte aprovechando su dureza.
- Como elemento de aleación principal de los aceros.
- En varillas de protección de reactores nucleares.
- Las pastillas de carbón se emplean en medicina para absorber las toxinas del sistema digestivo y como remedio de la flatulencia.
- El carbón activado se emplea en sistemas de filtrado y purificación de agua.
- El carbón amorfo ("hollín") se añade a la goma para mejorar sus propiedades mecánicas. Además se emplea en la formación de electrodos (p. ej. de las baterías). Obtenido por sublimación del grafito, es fuente de los fullerenos que pueden ser extraídos con disolventes orgánicos.
- Los fullerenos se emplean en medicina, se ha probado que un derivado soluble en agua del C60 inhibe a los virus de inmunodeficiencia humana VIH-1 y VIH-2.[10]
- La fibra de carbono (obtenido generalmente por termólisis de fibras de poliacrilato) debido a que son de alta resistencia se añade a resinas de poliéster, obteniéndose los materiales denominados fibras de carbono, son empleadas para fabricar raquetas de tenis.
- La fibra de carbono también se utiliza para la elaboración de bicicletas de gama alta, logrando un menor peso, mayor resistencia y mejor geometría.
- Las propiedades químicas y estructurales de los fullerenos, en la forma de nanotubos, prometen usos futuros en el incipiente campo de la nanotecnología.

## Historia
El carbono fue descubierto en la prehistoria y ya era conocido en la antigüedad, a pesar de que en esta la manufacturaban mediante la combustión incompleta de materiales orgánicos. Los últimos alótropos conocidos, los fullerenos (C60), fueron descubiertos como subproducto en experimentos realizados con gases moleculares en la década de los 80. Se asemejan a un balón de fútbol, por lo que coloquialmente se les llama futbolenos.
Newton, en 1704, intuyó que el diamante podía ser combustible, pero no se consiguió quemar un diamante hasta 1772 en que Lavoisier demostró que en la reacción de combustión se producía CO2.
Tennant demostró que el diamante era carbono puro en 1797. El isótopo más común del carbono es el 12C; en 1961 este isótopo se eligió para reemplazar al isótopo oxígeno-16 como base de los pesos atómicos, y se le asignó un peso atómico de 12.
Los primeros compuestos de carbono se identificaron en la materia viva a principios del siglo XIX, y por ello el estudio de los compuestos de carbono se llamó química orgánica.

## Abundancia y obtención
El carbono no se creó durante el Big Bang porque hubiera necesitado la triple colisión de partículas alfa (núcleos atómicos de helio) y el Universo se expandió y enfrió demasiado rápido para que la probabilidad de que ello aconteciera fuera significativa. Donde sí ocurre este proceso es en el interior de las estrellas (en la fase RH (Rama horizontal)) donde este elemento es abundante, encontrándose además en otros cuerpos celestes como los cometas y en las atmósferas de los planetas. Algunos meteoritos contienen diamantes microscópicos que se formaron cuando el sistema solar era aún un disco protoplanetario.
En combinaciones con otros elementos, el carbono se encuentra en la atmósfera terrestre y disuelto en el agua, y acompañado de menores cantidades de calcio, magnesio y hierro forma enormes masas rocosas (caliza, dolomita, mármol, etc).
El grafito se encuentra en grandes cantidades en Rusia, Estados Unidos, México, Groenlandia y la India.
Los diamantes naturales se encuentran asociados a rocas volcánicas (kimberlita y lamproita). Los mayores depósitos de diamantes se encuentran en el África (Sudáfrica, Namibia, Botsuana, República del Congo y Sierra Leona). Existen además depósitos importantes en Canadá, Rusia, Brasil y Australia.[cita requerida]

## Compuestos inorgánicos
El más importante óxido de carbono es el dióxido de carbono (CO2), un componente minoritario de la atmósfera terrestre (del orden del 0,04 % en peso) producido y usado por los seres vivos (ver ciclo del carbono). En el agua forma trazas de ácido carbónico (H2CO3) —las burbujas de muchos refrescos— pero, al igual que otros compuestos similares, es inestable, aunque a través de él pueden producirse iones carbonato estables por resonancia. Algunos minerales importantes, como la calcita, son carbonatos.
Los otros óxidos son el monóxido de carbono (CO) y el más raro subóxido de carbono (C3O2). El monóxido se forma durante la combustión incompleta de materias orgánicas y es incoloro e inodoro. Dado que la molécula de CO contiene un enlace triple, es muy polar, por lo que manifiesta una acusada tendencia a unirse a la hemoglobina, formando un nuevo compuesto muy peligroso denominado Carboxihemoglobina, impidiéndoselo al oxígeno, por lo que se dice que es un asfixiante de sustitución. El ion cianuro (CN−), tiene una estructura similar y se comporta como los iones haluro.
Con metales, el carbono forma tanto carburos como acetiluros, ambos muy ácidos. A pesar de tener una electronegatividad alta, el carbono puede formar carburos covalentes como es el caso de carburo de silicio (SiC) cuyas propiedades se asemejan a las del diamante.

## Isótopos
En 1961 la IUPAC adoptó el isótopo 12C como la base para la masa atómica de los elementos químicos.
El carbono-14 es un radioisótopo con un periodo de semidesintegración de 5730 años que se emplea de forma extensiva en la datación de especímenes orgánicos.
Los isótopos naturales y estables del carbono son el 12C (98,89 %) y el 13C (1,11 %). Las proporciones de estos isótopos en un ser vivo  se expresan en variación (±‰) respecto de la referencia VPDB (Vienna Pee Dee Belemnite, fósiles cretácicos de belemnites, en Carolina del Sur). El δC-13 del CO2 de la atmósfera terrestre es −7 ‰. El carbono fijado por fotosíntesis en los tejidos de las plantas es significativamente más pobre en 13C que el CO2 de la atmósfera.
La mayoría de las plantas presentan valores de δC-13 entre −24 y −34 ‰. Otras plantas acuáticas, de desierto, de marismas saladas y hierbas tropicales, presentan valores de δC-13 entre −6 y −19 ‰ debido a diferencias en la reacción de fotosíntesis. Un tercer grupo intermedio constituido por las algas y líquenes presentan valores entre −12 y −23 ‰. El estudio comparativo de los valores de δC-13 en plantas y organismos puede proporcionar información valiosa relativa a la cadena alimenticia de los seres vivos.

## Precauciones

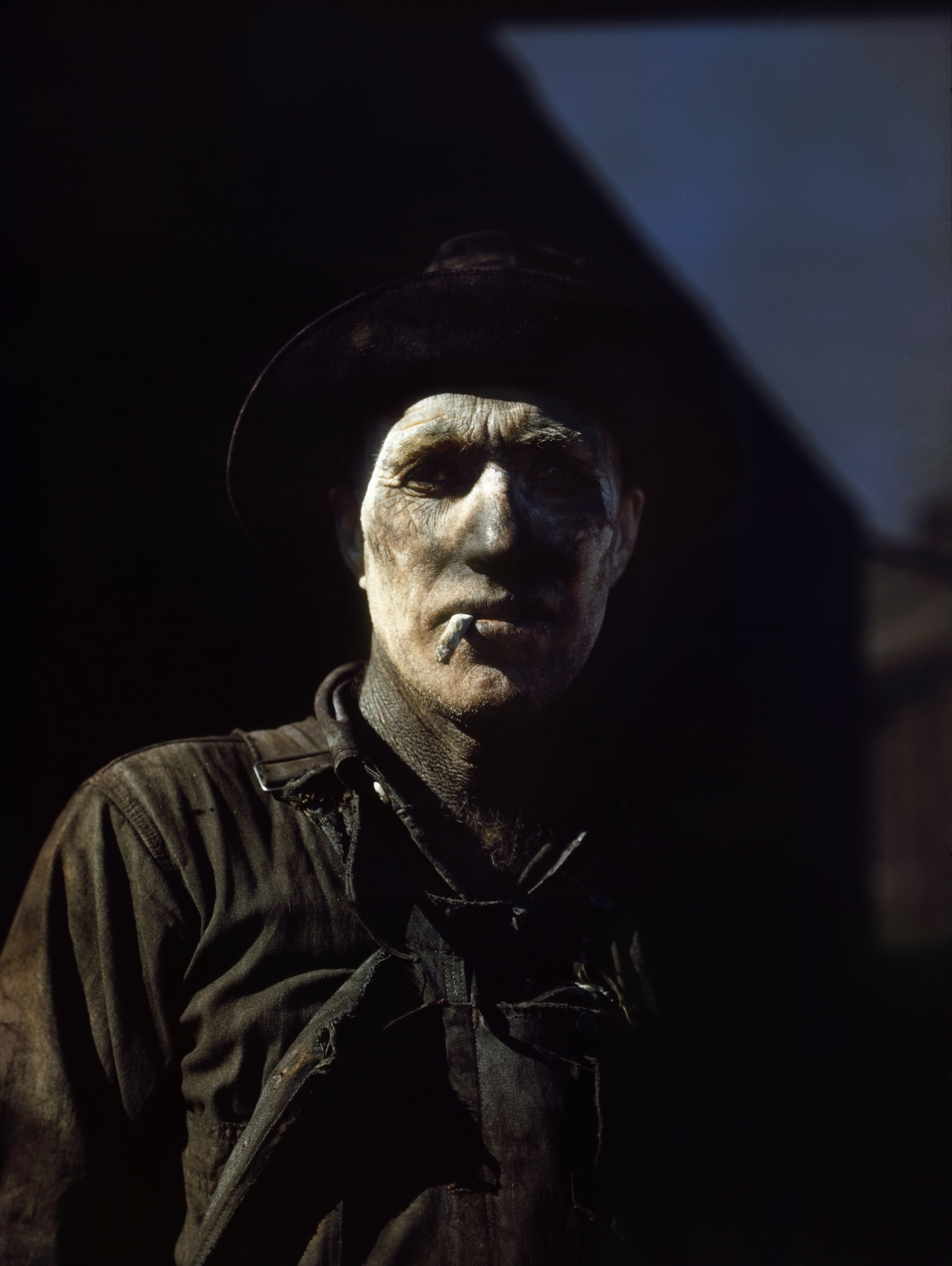
Obrero en la planta de negro de carbón en Sunray, Texas (foto por John Vachon, 1942)

Los compuestos de carbono tienen un amplio rango de toxicidad. El monóxido de carbono, presente en los gases de escape de los motores de combustión y el cianuro (CN) son extremadamente tóxicos para los mamíferos, entre ellos las personas. Los gases orgánicos eteno, etino y metano son explosivos e inflamables en presencia de aire. Por el contrario, muchos otros compuestos no son tóxicos sino esenciales para la vida.
El carbono puro tiene una toxicidad extremadamente baja para los humanos y puede ser manejado e incluso ingerido en forma segura en la forma de grafito o carboncillo. Es resistente a la disolución y ataque químico, incluso en los contenidos acidificados del tracto digestivo. Esto resulta en que una vez que entra a los tejidos corporales lo más probable es que permanezcan allí en forma indefinida. El negro de carbón fue probablemente el primer pigmento en ser usado para hacer tatuajes y se encontró que Ötzi el hombre del hielo tenía tatuajes hechos con carbón que sobrevivieron durante su vida y 5200 años después de su muerte. Sin embargo, la inhalación en grandes cantidades del polvo de carbón u hollín (negro de carbón) puede ser peligroso, al irritar los tejidos del pulmón y causar una enfermedad conocida como neumoconiosis de los mineros del carbón. De forma similar el polvo de diamante usado como un abrasivo puede ser dañino si se ingiere o inhala. También las micropartículas de carbón producidas por los gases de escape de los motores diésel se pueden acumular en los pulmones al ser inhaladas. En estos ejemplos, los efectos dañinos pueden resultar de la contaminación de las partículas de carbón con elementos químicos orgánicos o de metales pesados más que del carbón en sí mismo.
Generalmente el carbono tiene baja toxicidad para casi toda la vida en la Tierra, sin embargo, para algunas criaturas es tóxico - por ejemplo, las nanopartículas de carbón son toxinas mortales para la Drosophila.
También el carbono se puede quemar vigorosa y brillantemente en la presencia de aire a alta temperatura, como en el caso del Incendio de Windscale, el que fue causado por la repentina liberación de energía Wigner acumulada en el núcleo de grafito. Grandes acumulaciones de carbón, que han permanecido inertes por centenares de millones de años en la ausencia de oxígeno, pueden incendiarse espontáneamente cuando son expuestas al aire, como por ejemplo en los desechos de las minas de carbón.
Entre la gran variedad de compuestos de carbono se pueden incluir venenos letales tales como la tetradotoxina, la ricina lectina obtenida de las semillas de ricino (Ricinus communis), el cianuro (CN−) y el envenenamiento por monóxido de carbono.